# Малакофф (страва)
Малакофф — кулька смаженого сиру, яку зазвичай знаходять у західній Швейцарії, а точніше в селах Езен, Беґнін, Бюрсен, Люен і Вензель (де його також називають «Vinzel beignet») на березі Женевського озера. Назва походить від битви під Малаховим, а саму страву придумали швейцарські найманці під час облоги Севастополя.

## Історія

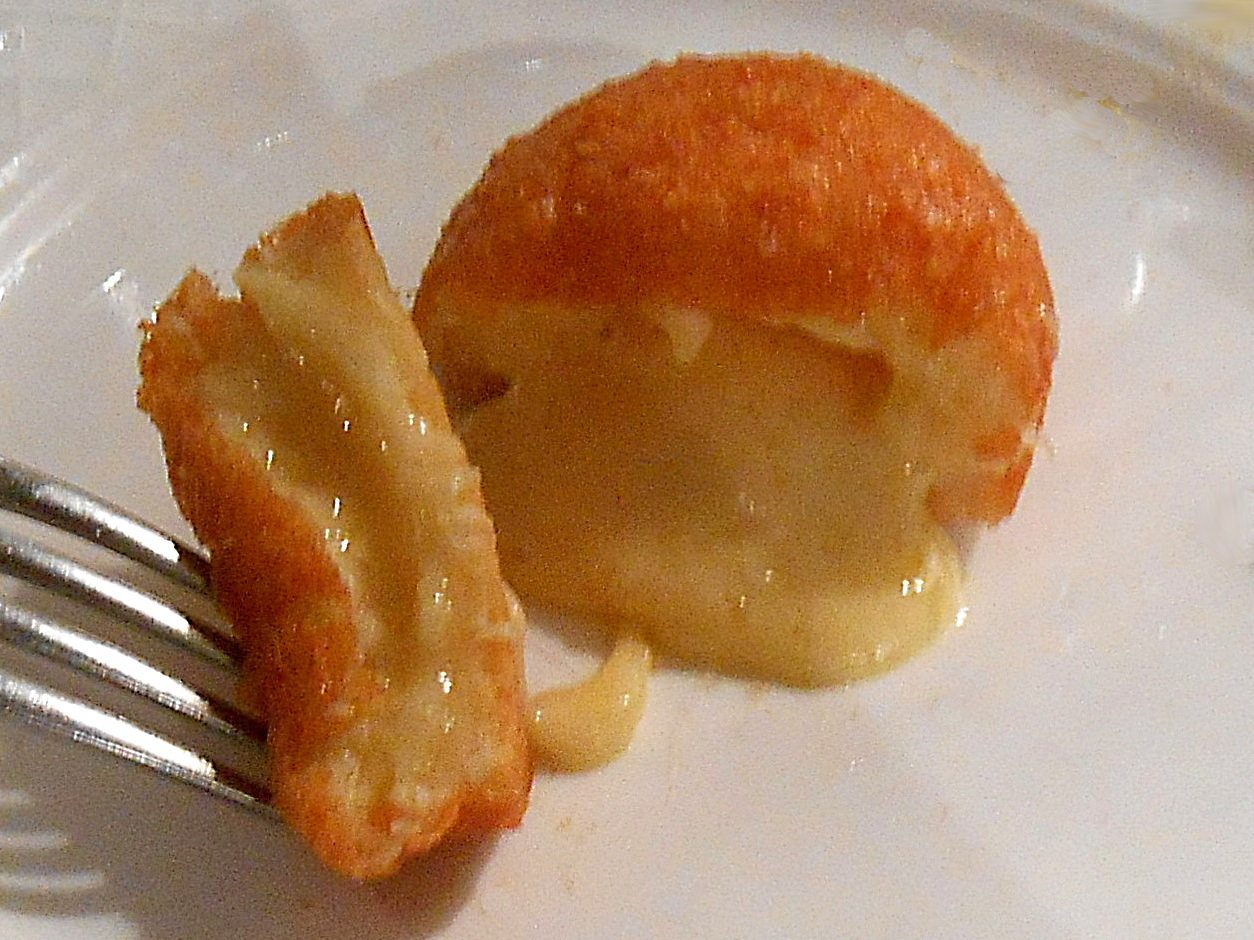
Вигляд малакоффа

Під час Кримської війни (1853—1856) англійські та французькі війська, в рядах яких воювало чимало швейцарців, опинилися знерухомленими перед містом Севастополь, який захищав, зокрема, бастіон на Малаховому кургані. Генерал Жан-Жак Пелісьє викопав зигзагоподібні траншеї, щоб забезпечити безпечний від російської артилерії доступ до форту. У цей період, за легендою, солдати смажили скибочки сиру на сковороді або просто розігрівали їх біля багаття. Однак щоденний раціон солдатів Швейцарського легіону не включав сир, і жодне письмове джерело не підтвердило цю легенду.
Після одинадцятимісячної облоги у вересні 1855 року бастіон було взято, і його захоплення призвело до падіння Севастополя та підписання Паризького миру 30 березня 1856 року. За усною традицією, повертаючись додому, багато швейцарців із Женеви та Ла-Коту час від часу збиралися, щоб скуштувати скибочки сиру, обсмажені на сковороді в маслі, разом із хлібом і багатьма глечиками білого вина. На згадку про штурм знаменитого Севастопольського бастіону ця знаменита страва на основі сиру була названа на честь форту і отримала назву «малакофф».
Сучасний рецепт малакофф виник у період між 1880 і 1891 роками, коли молода пара з Бурсенса, Жюль та Іда Ларпін, перебувала на службі у принца Наполеона-Жерома Бонапарта на віллі Пранженів. Наполеон влаштовував прийом, на якому були присутні ветерани Кримської війни, коли пані Ларпен, яка завжди шукала новинки в кулінарному мистецтві, на прохання принца, який хотів вшанувати своїх гостей, подала на закуску адаптовану версію малакоффа у вигляді шматочка сиру, покритого тістом, обсмаженого і звареного у вершковому маслі.

## Подача
Малакофф іноді подають як закуску. Традиційно малакофф подавали у вигляді паличок, тоді як вінцельські бейнети були більше схожі на кульки з тертого сиру, намазані на хліб, а потім обсмажені, але в останні роки різниця стала менш чіткою, і багато закладів тепер подають кулясті малакофф.